# ピーザ・ムラ
ピーザ・クレステンスン・ムラ（Peder Christensen Møller 1877年2月28日 - 1940年7月1日）は、デンマークのヴァイオリニスト、音楽教師。現在はオアドロプ墓地で眠りについている。

## ヴァイオリン演奏
ムラはカール・ニールセンのヴァイオリン協奏曲に霊感を与え、ムラの誕生日であった1912年2月28日に交響曲第3番と同時に同作を初演した。さらにオスロ、ストックホルム、パリ、ベルリンやその他の場所でも独奏パートを担当している。彼のまばゆいばかりの技術がレパートリーの中に地位を築くことを助けた。
また、ピアノのアウネス・エーズラ、チェロのルイ・イェンスンと共にアウネス・エーズラ・トリオで室内楽奏者として活動することもあった。

## 教育
ムラはパリで15年暮らした後、1910年にデンマーク王立管弦楽団に入団した。
またデンマーク音楽アカデミーで教鞭を執っており、同校でヴァイオリンを教えたデンマークの作曲家であるクヌーズオーエ・リスエアの最初の作品、弦楽四重奏曲第1番は1919年にピーザ・ムラ四重奏団によって初演された。

## 奨学基金
ムラの死後、ピーザ・ムラ室内音楽記念基金（Kammermusikus Peder Møllers Mindefond）が創設され、ムラの誕生日を記念して1944年2月28日に500クローネを授与している。

## 関連文献
- Holger Jerrild, "Hos Peder Møller", s. 96-104 i: Gads Danske Magasin, 1932.